# Gyimesi Endre
Gyimesi Endre József (Keszthely, 1952. október 20. –) magyar helytörténész, politikus, 1994 és 2010 között Zalaegerszeg polgármestere, 2010 óta a levéltárakért felelős miniszteri biztos, helyettes államtitkári rangban.

## Életrajza
Édesapja, Gyimesi Lajos tanyasi tanító, majd gyógypedagógus volt. Az általános iskolát Zalaszentgróton végezte. 1971-ben érettségizett a zalaszentgróti Béri Balogh Ádám Gimnáziumban. Az ELTE Bölcsészettudományi Karán 1977-ben diplomázott történelem-könyvtáros szakon. Ugyanitt tette le bölcsészdoktori vizsgáját is 1980-ban, disszertációjának címe: A Nyugat folyóirat története a sajtótörténet szemszögéből volt. 1977-1981 között a Zala Megyei Könyvtárban dolgozott, ahol helytörténeti kutatásokat folytatott. 1981-1986 között a József Attila Városi Könyvtár igazgatója volt, majd 1986-tól a Zala Megyei Levéltárban dolgozott, előbb igazgató-helyettesként, majd 1988-tól 1994-ig igazgatóként.
1991-től tagja a zalaegerszegi közgyűlésnek. 1994-ben a Fidesz-MDF-FKGP-KDNP közös jelöltjeként nyerte meg a polgármester-választást, amit azóta még háromszor (1998, 2002, 2006) megismételt. 1999-ben lépett be a Fidesz-Magyar Polgári Pártba. 2002-ben, 2006-ban és 2010-ben is Zala megye 1-es számú választókörzetének országgyűlési képviselője lett a Fidesz színeiben.
Felesége, Erika bőrgyógyász főorvos a Zala Megyei Kórházban. Három gyermekük van: Kinga (1975), Márton (1980) és Kata (1983). Bátyja Gyimesi László Lajos költő (1948–2020).

## Társadalmi munkái, bizottsági tagságai
- 1990-től 1995-ig a Társadalmi Egyesülések Szövetségének Zala megyei elnöke, az országos ügyvivői testület tagja.
- 1992-1994-ig a ZTE Goldsun kosárlabda-szakosztály elnöke.
- 1992-től a Degré Alajos Honismereti Alapítvány elnöke
- 1996-tól a Millecentenáriumi Alapítvány elnöke.
- 1997-től a Magyar Olimpiai Bizottság tagja.
- 1998-tól a Nyugat-Dunántúli Regionális Fejlesztési Tanács Életminőség Bizottságának elnöke.
- 1998 decemberétől a Megyei Jogú Városok Szövetsége (MJVSZ) kulturális bizottságának elnöke, majd 2000-től alelnöke.
- 2002-2006 között az Önkormányzati bizottság tagja.
- 2006. május 30-tól a Kulturális- és sajtóbizottság tagja.

## Díjai, elismerései
- 1970-ben KISZ Ságvári Endre Érem életmentő kitüntetést kapott, mert 1969 nyarán kimentett egy fuldokló férfit a Bodrog folyóból.
- 1998-ban egyéni elismerést kapott a Belügyminisztériumtól a nagylengyeli gázkitörés elhárítása során végzett munkájáért.
- 2000-ben a Honvédelmi minisztertől a honvédelem ügye érdekében végzett kiemelkedő teljesítményéért kapott kitüntetést.
- 2001-ben a gazdasági minisztertől Pro Turismo díjat vehetett át.
- 2008-ban ő lett az Év Polgármestere díj győztese.[3]

## Könyvei, írásai, tanulmányai
- Vázlat Kamondy László írói pályájáról (1981)
- Zala megye irodalma - válogatott bibliográfia (1980)
- A Zala megyei nyomdászat kezdetei (1989)
- Izsák Imre Gyula - 1929-1965 (1994)
- Zalai életrajzi kislexikon; szerk. Gyimesi Endre; Zala Megyei Önkormányzati Közgyűlés, Zalaegerszeg, 1994
- Időutazás a kamarák világában. A Zala Megyei Kereskedelmi és Iparkamara története; Zala Megyei Kereskedelmi és Iparkamara, Zalaegerszeg, 2014
- Zalaegerszeg értékei; fotó Seres Péter, szöveg] Gyimesi Endre; Zalai T-Ma Kiadói Kft., Zalakaros, 2015 (angol nyelven is)